# The Offspring (альбом)
The Offspring — дебютный студийный альбом американской панк-рок-группы The Offspring, релиз которого состоялся 15 июня 1989 года на лейбле Nemesis Records. В альбом, кроме прочих, вошли «Blackball» и «I’ll Be Waiting» — первые песни группы, изданные ранее в качестве сингла. Спустя 6 лет после выхода, альбом был переиздан на Nitro / Epitaph Records в 1995 году с другой обложкой. На основе умеренного успеха альбома, группа подписала контракт с лейблом Epitaph в 1991 году.

## Об альбоме
После записи в 1988 году демо, The Offspring подписали договор с компанией «Nemesis Records» и начали готовить свой первый полноформатный альбом. Запись альбома проходила в марте 1989 года на южном побережье в городе Санта-Ана, расположенном в штате Калифорния. Продюсером альбома выступил Том Уилсон, работавший ранее с группами «Dead Kennedys», «Social Distortion» и «The Vandals». Во время работы над дебютным альбомом, группа перезаписала свои ранние песни "Blackball" и "I’ll Be Waiting", которые первоначально появились в 1986 году в виде сингла с таким же названием I'll Be Waiting/Blackball и были выпущены тиражом на 7" виниловых пластинках, которые распространялись самой группой под вымышленным лейблом. Песня "Beheaded" была написана в соавторстве с бывшим участником коллектива Джеймсом Лилья.
Альбом был выпущен 15 июня 1989 года в ограниченном количестве на Nemesis Records, только на 12" виниловых пластинках и кассетах. Первоначально было продано всего 5000 экземпляров и на это группе понадобилось два с половиной года. Известно, что один из экземпляров был уничтожен Уолли Джорджем в «Шоу Уолли Джорджа» в 1989 году, в результате чего осталось только 4999 копий. В поддержку альбома The Offspring начали шестинедельный гастрольный тур по стране, во время которого «Noodles» получил ножевое ранение на Голливудском антиядерном митинге. После умеренного успеха альбома, группа подписала контракт с Epitaph Records в 1991 году.
Для того чтобы выполнить договорные обязательства с лейблом Epitaph Records, альбом был переиздан на компакт-дисках (и снова на винил и кассеты) спустя шесть лет с момента выхода в 1995 году после того, как The Offspring получили широкую известность благодаря своему третьему альбому Smash. Эта версия была почти идентична той, что была выпущена ранее на лейбле Nemesis, и отличалась только несколько другим оформлением передней обложки, разработанной Марком Рудом. Шесть лет спустя, альбом был переиздан ещё раз на Nitro Records. Переизданный альбом был выпущен 26 июня 2001 год в США (16 июля в Великобритании). Он не имел, по сравнению с первыми двумя изданиями одиннадцатого трека "Kill the President". Декстер Холланд объяснил это тем, что группа просто хотела предотвратить юридическое давление на себя и лейбл Nitro Records.
Известно так же, что трек 6 "Beheaded", был позже повторно записан как "Beheaded 1999 года", и трек 7, "Tehran", был повторно записан как сингл "Baghdad", который появился в 1991 году на EP группы.

## История релиза
Альбом The Offspring был переиздан несколько раз, в различных форматах, в разных странах и с различным оформлением (см. таблицу ниже).
| Регион         | Дата релиза       | Лейбл           | Формат               | Номер по каталогу | Примечания |
| -------------- | ----------------- | --------------- | -------------------- | ----------------- | --- |
| США            | June 15, 1989     | Nemesis Records | 12" винил кассета    | NEMESIS 6         | Первое издание. |
| Европа         | November 18, 1995 | Epitaph Records | CD 12" винил кассета | 86460             | Первое издание альбома на компакт-дисках; существует несколько вариантов обложек.                                          |
| США            | November 21, 1995 | Nitro Records   | CD                   | NITRO 2           | Первое издание альбома на компакт-дисках; существует несколько вариантов обложек.                                          |
| США            | November 21, 1995 | Epitaph Records | CD 12" винил кассета | 86460             | Первое издание альбома на компакт-дисках и кассетах; существует несколько вариантов обложек.                               |
| Польша         | 1996              | Audio Max       | кассета              | 704               | Редкое коллекционное издание, выпущенное без согласия группы; существует несколько вариантов обложек.                      |
| США            | June 26, 2001     | Nitro Records   | CD                   | 15803             | На изданных экземплярах отсутствует последняя песня "Kill the President"; имеет такую же обложку, что и издание 1995 года. |
| Великобритания | July 16, 2001     | Nitro Records   | CD                   |                   | На изданных экземплярах отсутствует последняя песня "Kill the President"; имеет такую же обложку, что и издание 1995 года. |

## Оформление
Существует два варианта оформления обложки этого альбома. Оригинальная версия получила немало отрицательных отзывов, так как на ней изображено взрывающееся тело человеческого существа, у которого выходит из груди гитара Stratocaster. С 1995 года на переизданных версия альбома, оригинальная обложка была заменена на другое изображение.

## Список композиций

### CD издание
Музыка и слова ко всем песням написаны Декстером Холландом, если не указано дополнение.
| №                   | Название                | Автор(ы)                       | Длительность |
| ------------------- | ----------------------- | ------------------------------ | ------------ |
| 1.                  | «Jennifer Lost The War» |                                | 2:35         |
| 2.                  | «Elders»                |                                | 2:10         |
| 3.                  | «Out On Patrol»         |                                | 2:32         |
| 4.                  | «Crossroads»            |                                | 2:48         |
| 5.                  | «Demons»                |                                | 3:09         |
| 6.                  | «Beheaded»              | В соавторстве с Джеймсом Лилья | 2:51         |
| 7.                  | «Tehran»                |                                | 3:06         |
| 8.                  | «A Thousand Days»       |                                | 2:11         |
| 9.                  | «Blackball»             |                                | 3:24         |
| 10.                 | «I'll Be Waiting»       |                                | 3:12         |
| 11.                 | «Kill the President»    |                                | 3:22         |
| Общая длительность: | Общая длительность:     | Общая длительность:            | 31:27        |

### Оригинальное издание на виниловых пластинках

#### Сторона 1
| №  | Название                | Автор(ы)                       | Длительность |
| -- | ----------------------- | ------------------------------ | ------------ |
| 1. | «Jennifer Lost The War» |                                | 2:35         |
| 2. | «Elders»                |                                | 2:10         |
| 3. | «Out On Patrol»         |                                | 2:32         |
| 4. | «Crossroads»            |                                | 2:48         |
| 5. | «Demons»                |                                | 3:09         |
| 6. | «Beheaded»              | В соавторстве с Джеймсом Лилья | 2:51         |

#### Сторона 2
| №                   | Название             | Длительность |
| ------------------- | -------------------- | ------------ |
| 7.                  | «Tehran»             | 3:06         |
| 8.                  | «A Thousand Days»    | 2:11         |
| 9.                  | «Blackball»          | 3:24         |
| 10.                 | «I'll Be Waiting»    | 3:12         |
| 11.                 | «Kill the President» | 3:22         |
| Общая длительность: | Общая длительность:  | 31:27        |

- Трек 11 был снят с изданий альбома после июня 2001 года. На официальном сайте The Offspring, песня "Kill the President" не упоминается в трек-листе альбома.

## Участники записи
- Брайан Холланд (На CD-версии упомянут уже под псевдонимом Декстер) — вокал, гитара
- Кевин «Нудлз» Вассерман — гитара, бэк-вокал
- Грег К. — бас-гитара, бэк-вокал
- Рон Уэлти — ударные